# Tanaka Jirō
Tanaka Jirō (japanisch 田中 二郎; geboren 14. Juli 1906 in Takasago (Präfektur Hyōgo); gestorben 16. Januar 1982) war ein japanischer Jurist mit Schwerpunkt Verwaltungsrecht.

## Leben und Wirken
Tanaka Jirō machte seinen Studienabschluss in Jura an der Universität Tokio. Er wurde unter Minobe Tatsukichi Assistent an seiner Alma Mater und 1941 Professor.
Nach dem Zweiten Weltkrieg war er als Berater in verschiedenen Gremien der Regierung tätig, so im „Board for Investigation of Local Financial Systems“ (地方財務会計制度調査会, Chihō zaimu kaikei seido chōsakai), wobei er sich für eine verstärkte Demokratisierung einsetzte. Er publizierte vielfach vor und nach dem Krieg. 1957 veröffentlichte er „Gyōseihō sōron“ (行政法総論) – „Allgemeine Übersicht zum Verwaltungsrecht“. 1963 ging er vorzeitig in den Ruhestand. 1967 wurde er als Meiyo Kyōju geehrt.
1964 wurde Tanaka Mitglied des Obersten Gerichtshofes. Er galt als „Taube“, zog sich 1973 aus dem Amt zurück. 1976 wurde er Mitglied der Akademie der Wissenschaften, 1980 wurde er als Person mit besonderen kulturellen Verdiensten geehrt.